# Ernest Chausson

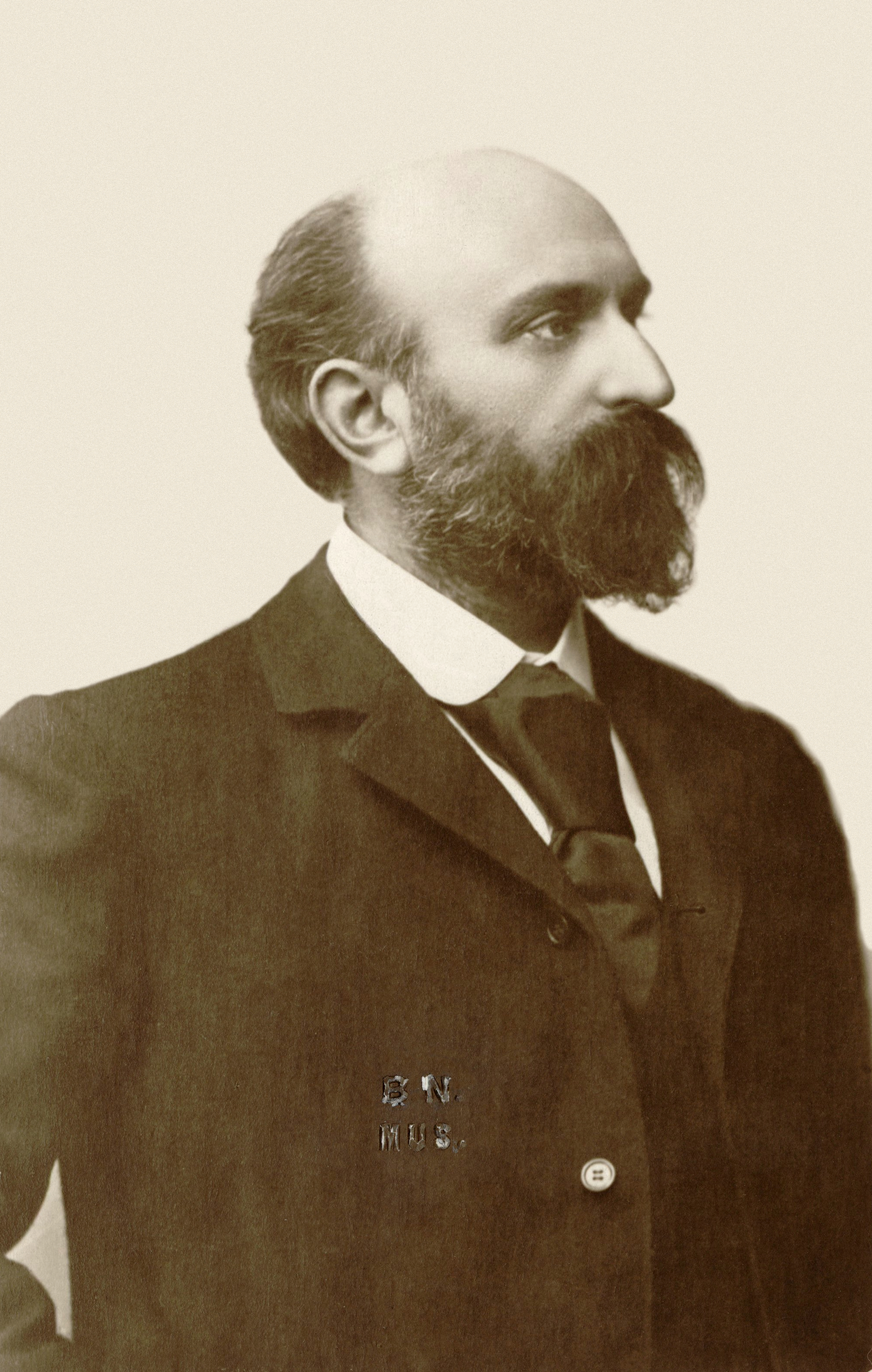
Ernest Chausson

Ernest Chausson, född 20 januari 1855, död 10 juni 1899, var en fransk tonsättare.
Chausson var lärjunge till Jules Massenet vid konservatoriet i Paris och senare till César Franck. Chausson är en av grundläggarna av den impressionistiska stilen i Frankrike. Hans musik bildar en övergång mellan César Franck och den nyare franska skolan med Claude Debussy. Chaussons kompositioner utgörs främst av instrumentalmusik som symfonier, symfoniska dikter och kammarmusik. Dessutom skrev han scenisk musik bland annat operorna Hélène och Le roi Arthur.